# Conopodium subcarneum
Conopodium subcarneum é uma espécie de planta com flor pertencente à família Apiaceae. 
A autoridade científica da espécie é (Boiss. & Reut.) Boiss. & Reut.], tendo sido publicada em Voy. Bot. Espagne 2: 736 (1845).

## Portugal
Trata-se de uma espécie presente no território português, nomeadamente em Portugal Continental.
Em termos de naturalidade é endémica da Península Ibérica.

## Protecção
Não se encontra protegida por legislação portuguesa ou da Comunidade Europeia.